# Zamach w Bet Sze’an
Zamach w Bet Sze’an – zamach terrorystyczny przeprowadzony w dniu 28 listopada 2002 roku przez dwóch członków Brygady Męczenników Al-Aksa w mieście Bet Sze’an na północy Izraela.
Palestyńscy terroryści ostrzelali i rzucili granaty w stronę lokalu wyborczego podczas wewnętrznego głosowania członków partii politycznej Likud. W ataku zginęło 6 cywili, a 34 osoby zostały ranne. Służby bezpieczeństwa zastrzeliły obu napastników.

## Okoliczności zamachu
W lipcu 2000 roku premier Ehud Barak (lider lewicowej Izraelskiej Partii Pracy) rozpoczął negocjacje z przewodniczącym Autonomii Palestyńskiej Jasirem Arafatem. Rozmowy prowadzono w Camp David, z udziałem amerykańskiego prezydenta Billa Clintona. Barak złożył Arafatowi propozycję zakończenia konfliktu izraelsko-palestyńskiego, idąc na największe ustępstwa w dziejach (m.in. uznając podział Jerozolimy na części żydowską i arabską w której miałaby powstać stolica przyszłego państwa palestyńskiego). Arafat jednak odrzucił te propozycje. W konsekwencji, 28 września 2000 roku wybuchło palestyńskie powstanie Intifada Al-Aksa. Fiasko wysiłków pokojowych i eskalacja przemocy w Autonomii Palestyńskiej połączonych z serią zamachów terrorystycznych w Izraelu, doprowadziły do rozpadu koalicji rządowej. W tej sytuacji Ehud Barak ogłosił 10 grudnia 2000 roku przyspieszone wybory. W dniu 7 marca 2001 roku odbyły się bezpośrednie wybory premiera, które wygrał lider prawicowego Likudu, Ariel Szaron. Przyjął on politykę zdecydowanej odpowiedzi na palestyński terror, przeprowadzając między innymi operację „Ochronna Tarcza” w trakcie której na początku 2002 roku Siły Obronne Izraela zajęły większość miast Autonomii Palestyńskiej. W międzyczasie w Izraelu trwały przygotowania do planowanych na styczeń 2003 roku wyborów parlamentarnych. W związku z tym wszystkie izraelskie partie polityczne przeprowadzały liczne konwencje i wybory w celu wyłonienia liderów. W przypadku największych partii liderzy byli kandydatami na przyszłego premiera. Sytuację tę postanowili wykorzystać palestyńscy terroryści, biorąc odwet za radykalną politykę prawicowego Likudu i ich premiera Ariela Szarona.

## Przebieg zamachu
W dniu 28 listopada 2002 roku dwóch palestyńskich terrorystów z Brygad Męczenników Al-Aksy przyjechało skradzionym samochodem (biała Mazda) do miasta Bet Sze’an na północy Izraela. Byli to dwaj kuzyni: Omar i Juosef Rub (obaj po 20. lat) ze wsi Jalbun. O godz. 15:20 zaparkowali oni przed lokalem wyborczym siedziby partii Likud w Bet Sze’an. Weszli do wnętrza lokalu, otwierając z bliskiej odległości ogień z broni maszynowej do kolejki ludzi czekających przed urnami wyborczymi. Jednemu z napastników zaciął się karabin, więc obaj zamachowcy wybiegli na zewnątrz, rzucając jeszcze do środka lokalu kilka granatów ręcznych. Ich wybuchy powiększyły liczbę ofiar. W pobliżu miejsca zamachu znajdował się funkcjonariusz policji granicznej, który zaalarmowany odgłosem strzałów przybiegł na miejsce zdarzenia. Widząc wybiegających zamachowców, otworzył do nich ogień. W wymianie ognia zginęli obaj terroryści. Na jednym z zamachowców znaleziono ukryty pod kurtką pas z materiałami wybuchowymi. Ich wybuch spowodowałby dużo większą liczbę ofiar, tym bardziej, że w pobliżu znajdowało się między innymi przedszkole.
W ataku zginęło czterech Izraelczyków, a dwóch kolejnych zmarło od ran w szpitalu. Ranne zostały 34 osoby, w tym trzech synów byłego ministra spraw zagranicznych Dawida Lewiego. Miasto Bet Sze’an uznawane było za bastion jego partii Geszer.
Lista zabitych:
| - Ja'acov Lary, 35. lat, z Bet Sze’an - Szaul Zilberstein, 36. lat, z Nacerat Illit - Mordechaj Abraham, 44. lata, z Bet Sze’an | - Dawid Perec, 48. lat, z Bet Sze’an - Ehud (Jehuda) Avitan, 54. lata, z Bet Sze’an - Chaim Amar, 56. lat, z Bet Sze’an |

## Konsekwencja zamachu
Zamach wstrząsnął opinią publiczną Izraela, zwłaszcza, że doszło do niego w lokalu wyborczym. Świadkowie zamachu opisywali, że zamachowcy śmiali się i strzelali do upadających ludzi. Wszystko to razem wywoływało wstrząsające wrażenie. Palestyński minister Ghassan Chatib powiedział, że odpowiedzialność za zamach spoczywa na Izraelu, który okupuje Zachodni Brzeg i Strefę Gazy. Przedstawiciel biura Ariela Szarona, Dawid Baker powiedział: „Izrael prowadzi z dnia na dzień walkę z tymi, którzy odrzucają naszą egzystencję i chcą raz na zawsze zniszczyć Izrael”. W wyborach wygrał Ariel Szaron, który zdecydowanie pokonał swojego rywala Binjamina Netanjahu.